# جوزيف رايت
جوزيف رايت (بالإنجليزية: Joseph Walter Harris Wright, Sr. )‏ (و. 1864 – 1950 م) هو مجدف، ومدرب تجديف، وملاكم كندي، ولد في أونتاريو، شارك في التجديف في الألعاب الأولمبية الصيفية 1904 – رجال ثمانية ‏، والتجديف في الألعاب الأولمبية الصيفية 1908 – رجال ثمانية ‏، توفي في تورونتو، عن عمر يناهز 86 عاماً.
.

## روابط خارجية
- جوزيف رايت على موقع الاتحاد الدولي للتجديف (الإنجليزية)
- جوزيف رايت على موقع أوليمبيديا (الإنجليزية)
- جوزيف رايت على موقع قاعة كندا للمشاهير الرياضية (الإنجليزية)